# Ablabesmyia annulatipes
Ablabesmyia annulatipes är en tvåvingeart som först beskrevs av Jean-Jacques Kieffer 1912.  Ablabesmyia annulatipes ingår i släktet Ablabesmyia och familjen fjädermyggor.
Artens utbredningsområde är Sri Lanka. Inga underarter finns listade i Catalogue of Life.